# The Last Mimzy
The Last Mimzy (Mimzy, más allá de la imaginación en España y Mimzy: la Puerta al Universo en Hispanoamérica ) es una película de ciencia ficción del año 2006 dirigida por Bob Shaye que adapta el cuento "Mimsy Were the Borogoves", escrito en 1943 por Lewis Padgett, pseudónimo del matrimonio Henry Kuttner y C. L. Moore.

## Sinopsis
Presentado como una escena en retrospectiva, The Last Mimzy es la historia de un futuro lejano que intenta encontrar una solución, a través de los viajes en el tiempo, a la catastrófe ecológica que ha destruido su mundo. Dispositivos de alta tecnología, disfrazándose como juguetes, son enviados a través del tiempo y terminan en manos de Noah y Emma. Los niños y sus padres, Jo (Joely Richardson) y David (Timothy Hutton), viven a comienzos de siglo 21 en Seattle, Washington. Los "juguetes" son invisibles para los padres de Emma y Noah, con la excepción de lo que parece ser un conejo de peluche llamado Mimzy. Sintiendo la extrañeza de los dispositivos, los niños inicialmente mantienen su descubrimiento en secreto de sus padres. 
La interacción con los dispositivos hace que los niños desarrollen una mayor capacidad de inteligencia y ciertas habilidades psíquicas, incluyendo la "teletransportación", la capacidad de comunicarse con los artrópodos, telepatía, telekinesis, y levitación. Emma desarrolla una fuerte conexión emocional con Mimzy, asegurando incluso poder oírla hablar o entablar conversaciones con ella para, entre otras cosas, aprender cómo seguir manipulando los dispositivos. La inusual capacidad de los niños y el obsesivo apego a Mimzy por parte de Emma pronto alertan a sus padres y a su maestro de ciencias sobre el secreto de los niños. Más tarde, un agente de la Oficina Federal de Investigación (FBI) descubre la fuente de extraños sucesos que han ocurrido en Seattle creyendo ser éstos causa de actividad terrorista. La familia es interrogada, y analizada creyendo el FBI que son ellos los causantes de semejantes desvaríos hasta que durante una prueba se revela que Mimzy es en realidad una forma avanzada de vida artificial, hecha con nanotecnología creada por Intel Corporation, desconocida hasta el momento. Mimzy parece traer un mensaje enviado desde el futuro de la humanidad, donde la contaminación ha destruido casi el mundo entero. Muchos conejos como Mimzy habían sido enviados al pasado, pero ninguno de ellos había regresado con éxito, siendo Mimzy el último que quedaba. Mimzy explica a los niños que deben utilizar los juguetes como si fuesen una máquina del tiempo para volver a su futuro con alguna muestra de su ADN, para que la gente del futuro lo pueda utilizar para corregir una mutación mortal en su propio ADN causado por los problemas ecológicos. 
A pesar de los intentos de un agente del FBI para impedir su avance, Noah y Emma utilizar sus poderes psíquicos para escapar con Mimzy y así iniciar el prototipo de transporte para que Mimzy pudiese regresar al futuro. Afortunadamente, Mimzy lleva consigo una lágrima de Emma, que contiene en su ADN la pureza necesaria para evitar el desastre del futuro. En el mundo del futuro, Emma es venerada como la "madre" de todas las generaciones presentes, así como la exposición de los niños al mismo don psíquico que Emma había desarrollado. El mundo se convierte en un lugar hermoso y más integrado con la humanidad y ecosistemas naturales.